# Ludvík Hofta
Ludvík Hofta (30. března 1899 Praha – 24. srpna 1974) byl československý reprezentační hokejový útočník.

## Život
V roce 1924 byl členem Československého hokejové týmu, který skončil pátý na zimních olympijských hrách.
Začínal s fotbalem a pozemním (bandy) hokejem na Vyšehradě, hrál za vysokoškolská mužstva. Jako většina tehdejších hráčů přešel i na lední (kanadský) hokej. Československý svaz kanadského hokeje mu udělil plaketu „Za zásluhy“.

Po ukončení medicínských studií na Karlově univerzitě pracoval krátce ve Strančicích, pak v Chotěboři a po válce v roce 1946 se vrátil do Prahy.